# Hymenanthes catawbiensis
Hymenanthes catawbiensis là một loài thực vật có hoa trong họ Thạch nam. Loài này được (Michx.) H.F. Copel. mô tả khoa học đầu tiên năm 1943.